# Emil Benčík

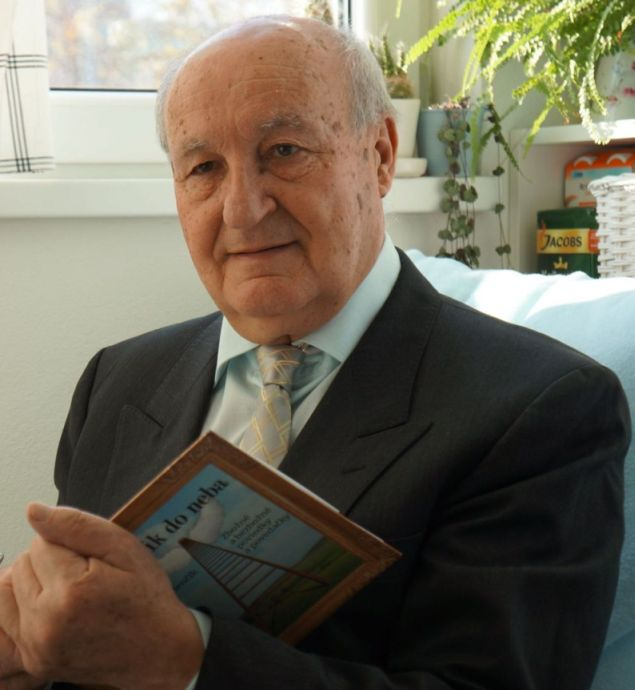
Emil Benčík (2011)

Emil Benčík (* 20. Januar 1933 in Zlatno, Okres Zlaté Moravce, Tschechoslowakei) ist ein slowakischer Journalist und Schriftsteller.
Benčík begann seine Karriere in den 1950er-Jahren bei der Tageszeitung Smena. Von 1971 bis 1990 arbeitete er als Redakteur für den Tschechoslowakischen Rundfunk in Bratislava. Als Autor hat Benčík das Radio-Feature in der Slowakei eingeführt und mit Čo nového, Bielikovci (deutsch: Was gibt es Neues, Bielikovci) eine populäre Familienserie für den Hörfunk verfasst, die 17 Jahre lief.